# The Rejected
The Rejected (Os Rejeitados) é um documentário televisivo sobre a homossexualidade, produzido para a emissora KQED de São Francisco por John W. Reavis. Exibido em 11 de setembro de 1961, Os Rejeitados foi o primeiro programa sobre homossexualidade exibido pela televisão dos Estados Unidos. O programa foi, mais tarde, exibido por emissoras da rede pública National Educational Television (NET) em outras localidades. Os Rejeitados recebeu críticas positivas quando de sua transmissão original. Em 2002 a GLAAD ofereceu à KQED o prêmio Pioneer Award em reconhecimento à produção do documentário. Os Rejeitados foi considerado um filme perdido por muitos anos. No entanto, os arquivistas Robert Chehoski e Alex Cherian descobriram uma cópia do documentário na Biblioteca do Congresso, que foi disponibilizada na internet pelo San Francisco Bay Area Television Archive em 22 de maio de 2015.

## Produção
Reavis, um produtor independente aparentemente não ligado ao movimento homofílico, concebeu o documentário em 1960. Originalmente o título concebido para o documentário foi The Gay Ones (Os Gays). Em sua proposta para o programa ele enumerou seus objetivos para o mesmo:
| “ | O objetivo do programa será apresentar uma análise tão objetiva do assunto quanto possível, sem ser excessivamente clínica. As questões serão básicas: quem são os gays, como se tornaram gays, como vivem numa sociedade heterossexual, qual tratamento é oferecido pela medicina ou pela psicoterapia, como são tratados pela sociedade e como gostariam de ser tratados? | ” |

Assim sendo, Reavis abordou o tema tendo como perspectiva que a homossexualidade é um problema social semelhante ao alcoolismo ou à prostituição. Isso encontra eco na forma como programas anteriores, geralmente episódios de talk shows locais, tratavam o tema, trazendo títulos como "Homossexuais e os problemas que eles causam" ou "Homossexualidade: uma abordagem psicológica". Os Rejeitados focou-se exclusivamente nos homens gays, sem qualquer representação do lesbianismo. Reavis expressou sua relutância em incluir as lésbicas no programa em sua proposta para o mesmo:
| “ | Em primeiro lugar, a repugnância — ou o desejo de não pensar no problema [do lesbianismo] — é maior na sociedade do que em relação ao problema dos homens gays. Em segundo lugar, o número de pessoas envolvidas é muito menor... Em terceiro lugar, os problemas são muito diferentes, como são suas soluções. Por exemplo, a promiscuidade é muito menor, as relações tendem a ser bilaterais, as sanções socioeconômicas são menores e a capacidade de manter uma relação deste tipo é mais simples. | ” |

As emissoras comerciais de São Francisco rejeitaram a proposta de produzir o programa, assim como os patrocinadores. A KQED comprou o projeto no início de 1961, já sob o novo título. O documentário foi filmado inteiramente no estúdio da emissora, com exceção de um segmento rodado no Black Cat, um bar gay de São Francisco que lutava contra o assédio da polícia e de autoridades estaduais desde 1948. Reavis e o co-produtor Irving Saraf filmaram Os Rejeitados com um orçamento de menos de 100 dólares.

## Sinopse
Antes do início do programa, o diretor da KQED James Day leu uma declaração do então Procurador Geral da Califórnia Stanley Mosk:
| “ | Com toda a repulsa que algumas pessoas sentem em relação à homossexualidade, ela não pode ser simplesmente ignorada. É um assunto que merece discussão. Nós poderíamos muito bem recusar discutir o alcoolismo ou a dependência de narcóticos assim como nos recusamos a discutir este assunto. Ele não pode ser varrido para debaixo do tapete. Ele não vai simplesmente desaparecer. | ” |

Reavis e o diretor Richard Christian utilizaram o formato de talk show, dividindo o assunto numa série de tópicos menores. Cada segmento trouxe um ou mais especialistas discutindo a homossexualidade sob uma perspectiva diferente. Em cada segmento Reavis apresentava um estereótipo sobre a homossexualidade e depois questionava a validade do mesmo através da opinião dos especialistas. Seu objetivo, conforme apontado em sua proposta original, era dar ao telespectador "a sensação de que ele está confuso e de que a sociedade como um todo está confusa sobre a homossexualidade". Dentre os especialistas entrevistados para o programa estavam:
- Margaret Mead, abordando o tema de um ponto de vista antropológico. Mead falou sobre o papel positivo que a homossexualidade desempenhou nas culturas da Grécia Antiga e da Polinésia e nas sociedades Inuíte e nativo-americana. Mead observou que é a sociedade — e não o indivíduo — que determina como a homossexualidade e os comportamentos homossexuais devem ser vistos.[10]
- O psiquiatra Karl Bowman, do Instituto de Psiquiatria Langley Porter,[11] que explicou os efeitos da escala de Kinsey na sexualidade humana e se posicionou contra uma abordagem punitiva no tratamento dos pacientes homossexuais.[10] O doutor Erwin Braff também abordou o tema do ponto de vista médico.
- O bispo episcopal de São Francisco James Pike e o rabino Alvin Fine, que abordaram o tema do ponto de vista religioso. Ambos defenderam que as leis anti-sodomia deveriam ser revogadas porque a homossexualidade era uma doença mental.[12] Pike comparou a homossexualidade com o alcoolismo, mas afirmou que os homossexuais deveriam ser tratados com "amor, preocupação e empenho" e não condenados como "perversos".[10]
- O procurador do município Thomas C. Lynch abordou o tema do ponto de vista legal, assim como os advogados J. Albert Hutchinson, Al Bendich[13] e Morris Lowenthal. Este último defendeu o bar Black Cat durante sua batalha legal de 15 anos contra o assédio da polícia e do governo do estado.[14]
- O presidente (Hal Call), o secretário-executivo (Donald Lucas) e o tesoureiro (Les Fisher) da Sociedade de Mattachine falaram em nome dos homens gays.[15] Os Rejeitados foi o primeiro programa a incluir gays de verdade opondo-se ao ponto de vista de especialistas heterossexuais.[16]

## Recepção
Os Rejeitados foi bem recebido pela crítica e pelos telespectadores quando de sua exibição original. A revista Variety publicou que o documentário lidou com o tema de "uma maneira prosaica e centrada, tratando-o muito rigorosamente e, em maior parte, de forma interessante". Terrence O'Flaherty, crítico do jornal San Francisco Chronicle, emitiu opinião semelhante, louvando a KQED por sua coragem em abordar o assunto, assim como o fez o San Francisco Examiner, que publicou que o programa "tratou [o tópico] de maneira sóbria, calma e em grande profundidade". Das centenas de cartas recebidas pela emissora, 97% eram positivas e muitos de seus escritores pediram à KQED que fizesse mais programas como aquele. A editora local Dorian Book Service publicou uma transcrição do documentário, que foi encomendada por quase 400 pessoas.
O programa foi transmitido por emissoras da NET por todo o país. Foi exibido por 40 das 55 emissoras que faziam parte da rede pública de televisão, sendo retransmitido por algumas delas em 1963 e 1964. Membros conservadores da comunidade gay ficaram satisfeitos com a forma como os membros da Sociedade de Mattachine se apresentaram ao público, como pessoas comuns, uma imagem que contrastava com a percepção de muitos na sociedade em geral. Entretanto, ativistas mais radicais como Frank Kameny e Randy Wicker opinaram que o tom do programa era apologético, que parecia pedir desculpas pela homossexualidade dos retratados.
Em 2002, a GLAAD, organização não-governamental que monitora a maneira como os homossexuais são retratados na mídia, ofereceu à KQED o primeiro Pioneer Award, em reconhecimento à produção de Os Rejeitados, o primeiro de uma série de programas a abordar a temática da homossexualidade.

## Disponibilidade
Após transmitir Os Rejeitados a KQED não arquivou uma cópia do documentário e, por muitos anos, o mesmo foi considerado como perdido. Apenas suas transcrições eram consideradas disponíveis. Robert Chehoski, arquivista da KQED, e Alex Cherian, arquivista da Biblioteca Leonard J. Paul da Universidade Estadual de São Francisco procuraram uma cópia remanescente do documentário por seis anos. Posteriormente os dois descobriram que o documentário estava sob a propriedade da WNET, que financiou-o, e que uma única fita de vídeo havia sido arquivada na Biblioteca do Congresso. O laboratório de gravação da Biblioteca já havia remasterizado o filme em formato digital e fornecido uma cópia ao San Francisco Bay Area Television Archive, com a finalidade de torná-lo disponível online. O filme foi disponibilizado pelo arquivo em 22 de maio de 2015.
O co-produtor do filme, Irving Saraf, disse que havia 30 minutos de filmagens não-exibidos, incluindo cenas filmadas no bar Black Cat. Este material extra não foi recuperado. Correspondências escritas entre março e julho de 1961, trocadas entre o diretor de programação da KQED, Jonathan Rice, e o diretor de programação televisiva da NET, Donley F. Feddersen, referem-se às cenas filmadas com o dono do bar Sol Stouman que seriam, provavelmente, cortadas da edição final. As cartas foram preservadas pelo Wisconsin Historical Society.